# Downtown Dubai

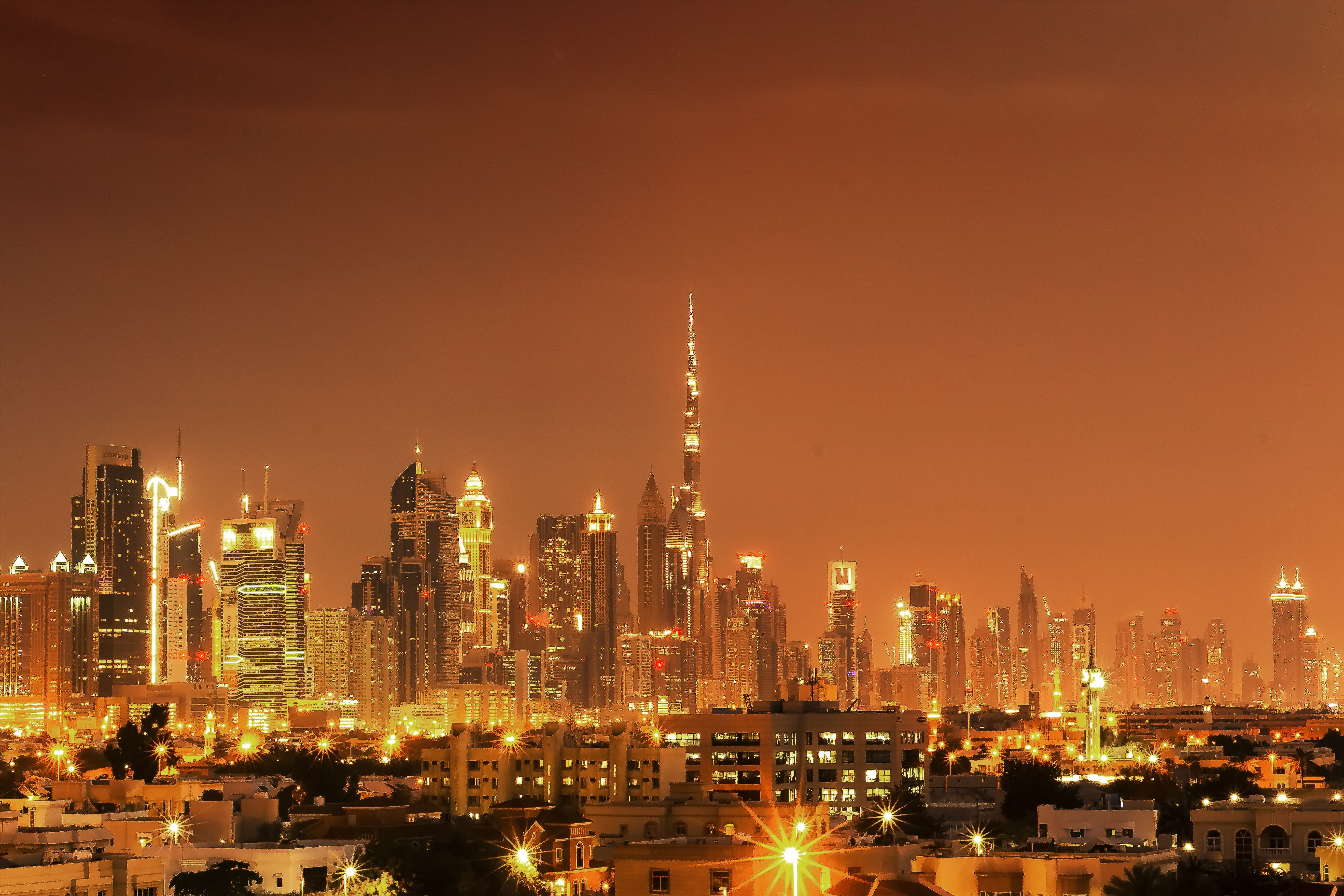
Downtown Dubai de noche.

Downtown Dubai (en árabe: داون تاون دبي, traducible al español como Centro de Dubái y anteriormente conocido como Downtown Burj Khalifa y Downtown Burj Dubai) es un barrio en la ciudad emiratí de Dubái. El complejo está conformado por diversos edificios y un lago artificial. Incluye la edificación más alta jamás construida, el Burj Khalifa, y el centro comercial más grande del mundo, el Dubai Mall.

## Características
El proyecto consta de edificios lujosos y modernos, entre los que se encuentran The Address y The Address Dubai Mall, casas tipo "Villa" y "Townhouse", un lago en la parte central del terreno de alrededor de 12 hectáreas, el Dubai Mall, el cual es el mayor centro comercial en todo el mundo, y el rascacielos Burj Khalifa, el edificio más alto del mundo.

## Propiedades

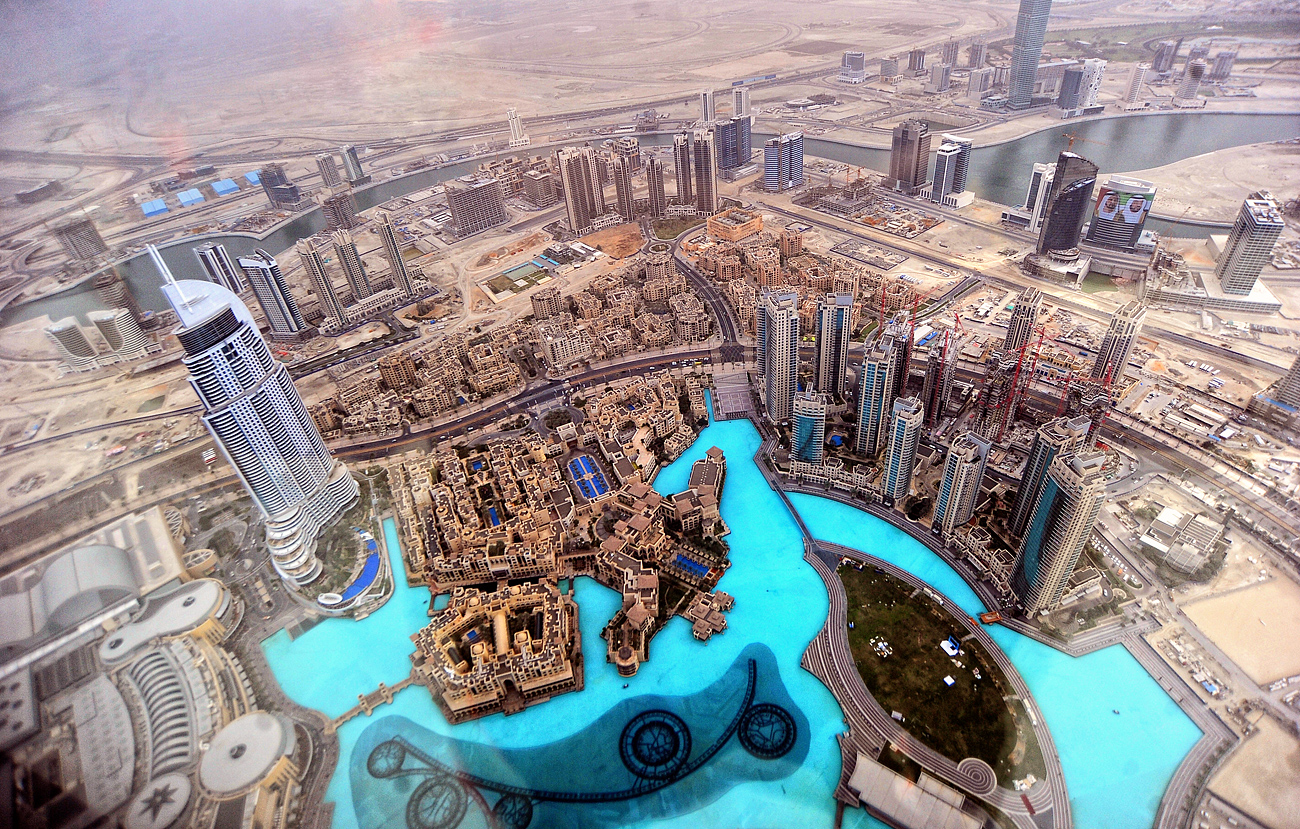
Vista de Downtown Dubai desde el Burj Khalifa.

Esta es una lista de las diferentes propiedades que se pueden encontrar en Downtown Dubai:
- Burj Khalifa: Es el rascacielos más alto del mundo con 828 m. Ha roto todos los récords mundiales en cuanto a marcas de altura. Su inauguración tuvo lugar el 4 de enero de 2010, día en el que se desveló la altura oficial del edificio y su nombre definitivo.

- Address Boulevard: Es un rascacielos de 368 m de altura; es el 2º rascacielos más alto del Downtown Dubai.

- The Address Residence - Fountain Views: Es un rascacielos de 329 m de altura, convirtiéndose en el tercer rascacielos más alto del Downtown Dubai.

- The Address: Este rascacielos de 302 m de altura forma parte del complejo Downtown Dubai y es el 4º edificio más alto en la manzana. Su singular aleta en la parte superior lo hace muy distintivo. Sufrió una remodelación en el año 2017 a causa de un incendio en el año nuevo de 2016.

- Burj Vista: Es un complejo de 2 torres, siendo la torre 1 la más alta con 272 m; con vistas directas al Burj Khalifa.

- The Address Dubai Mall: Este hotel forma parte del Dubai Mall, el centro comercial más grande del mundo. Su construcción finalizó en 2008.

- Dubai Mall: Este es el centro comercial más grande del mundo. Contiene el acuario más grande del mundo.

- Los lagos: El complejo Downtown Dubai contiene el lago artificial más grande del mundo, que a su vez alberga la fuente más larga del mundo. Se encuentra en medio del complejo.

- Burj Khalifa Boulevard: Esta es la avenida principal de acceso al complejo Downtown Dubai.